# Edith Wilson
Edith Bolling Galt Wilson (Wytheville (Virginia) 15 oktober 1872 — Washington D.C., 28 december 1961) was de tweede vrouw van de Amerikaanse president Woodrow Wilson en first lady van de Verenigde Staten tussen 1915 en 1921. Ze werd bestempeld als de Geheime President en de eerste vrouw die de regering leidde voor de rol die ze speelde nadat haar man door een beroerte in 1919 niet meer volledig in staat was te regeren. Sommigen verwijzen zelfs naar haar als de eerste vrouwelijke president van de Verenigde Staten.

## Jonge leven
Edith Bolling was een afstammeling van de aristocratie van Virginia en ook van de beroemde Indiaanse Pocahontas, via haar kleindochter Jane Rolfe. Ze werd geboren in Wytheville, Virginia als het zevende van elf kinderen van Sallie White en rechter William Holcombe Bolling. Op 15-jarige leeftijd ging ze naar het Martha Washington College om muziek te studeren.
Terwijl ze haar getrouwde zuster bezocht in Washington D.C. ontmoette ze juwelier Norman Galt. Zij trouwden in 1896. In 1903 beviel zij van een zoon, die echter slechts enkele dagen leefde. De moeizame geboorte van haar zoon maakte het onmogelijk voor Edith opnieuw kinderen te dragen. Haar man overleed vrij onverwacht in 1908. Edith stelde een zaakvoerder aan voor de juwelenhandel, die het familiebedrijf succesvol voortzette.

## First lady
In maart 1915 werd de weduwe Galt in het Witte Huis geïntroduceerd bij president Wilson door diens nicht Helen Bones, die als officiële gastvrouw van het Witte Huis fungeerde sinds het overlijden van Ellen, de eerste vrouw van de president. Wilson hield van vrouwelijk gezelschap en was meteen aangetrokken tot de weduwe Galt, die charmant, intelligent en knap was. Zijn bewondering veranderde snel in liefde. Tijdens het huwelijksaanzoek sprak de president de diepzinnige woorden: "Op deze plek wordt tijd niet gemeten in weken of maanden of jaren, maar door diepe menselijke ervaringen...". Zij trouwden in haar huis in Washington, D.C op 18 december 1915. Aangezien zij nog maar zo kort een relatie hadden, ontstonden in Washington allerlei grappen rond het huwelijk.
Hoewel de nieuwe first lady over goede kwaliteiten beschikte voor haar rol als gastvrouw, werd het sociale aspect van de ambtstermijn van haar man overschaduwd door de Eerste Wereldoorlog. Edith probeerde haar man fit te houden onder deze zware stress. Zij vergezelde hem op zijn reis naar Europa, toen de geallieerden daar vredesbesprekingen voerden.
President Wilson werd in oktober 1919 getroffen door een beroerte, waarna hij gedeeltelijk verlamd bleef. Edith nam een groot aantal routinematige en ondergeschikte presidentiële taken over. Daarnaast woog zij alle staatszaken en bepaalde welke belangrijk genoeg waren om aan de bedlegerige president voor te leggen. Ze was ook hevig tegenstander van het feit dat vicepresident Thomas R. Marshall probeerde de presidentiële taken over te nemen.
In My Memoir, gepubliceerd in 1939, zei ze dat ze een ondersteunende rol speelde en dat de rol haar door de dokters van haar man werd opgedrongen. Anderen spraken haar versie van de feiten echter tegen. Een reporter van The New York Times omschreef Edith als een rechtlijnige en zeer vastberaden vrouw. Hij hield haar evenwel ook verantwoordelijk voor de vele diplomatieke mislukkingen die voorkwamen in de periode dat haar man niet bij machte was. Zij werd echter ook geprezen voor de tijdens haar onofficiële presidentschap behaalde successen.

## Latere leven
In 1921, na het einde van de presidentiële ambtstermijn, trokken de Wilsons zich terug in een comfortabel huis in het noordwesten van Washington, D.C., waar Woodrow drie jaar later overleed. Ze werd een hoog gerespecteerde figuur in de betere kringen van de hoofdstad al gingen er wel veel geruchten dat ze belangstelling had voor jongere mannen. Edith reed nog mee in de inaugurele parade van president John F. Kennedy in 1961 en overleed datzelfde jaar nog, op 28 december. Het was die dag precies 105 jaar geleden dat Woodrow Wilson geboren werd. Ze werd 89 waardoor ze op dat moment de oudste first lady in de geschiedenis was. Op de dag dat ze stierf was ze gevraagd als eregaste op de openingsceremonie van de Woodrow Wilson Bridge tussen Maryland en Virginia.

## Varia
- Wilson was een vaste klant van kapper Charles Nessler, de uitvinder van het permanent.[4]

- Bibsys: 2068896
- Bibliothèque nationale de France: cb16567532s (data)
- CiNii: DA04193085
- Gemeinsame Normdatei: 123911095
- International Standard Name Identifier: 0000 0001 0878 9876
- Library of Congress Control Number: n80009913
- National Archives and Records Administration: 10582503
- Nationale bibliotheek van Australië: 35612177
- Nationale Bibliotheek van Israël: 987007279130405171
- Nationale Bibliotheek van Polen: a0000003548663
- Nederlandse Thesaurus van Auteursnamen: 074629786
- SNAC: w62w35mp
- Trove: 1014570
- Virtual International Authority File: 23061151
- WorldCat: E39PBJmdwmXp4WCjxFQJxC3JDq

Martha Washington ·
Abigail Adams ·
Martha Jefferson Randolph ·
Dolley Madison ·
Elizabeth Kortright Monroe ·
Louisa Adams ·
Emily Donelson ·
Sarah Yorke Jackson ·
Angelica Van Buren ·
Anna Harrison ·
Letitia Tyler ·
Priscilla Tyler ·
Julia Tyler ·
Sarah Polk ·
Margaret Taylor ·
Abigail Fillmore ·
Jane Pierce ·
Harriet Lane ·
Mary Lincoln ·
Eliza Johnson ·
Julia Grant ·
Lucy Hayes ·
Lucretia Garfield ·
Mary McElroy ·
Rose Cleveland ·
Frances Cleveland ·
Caroline Harrison ·
Mary Harrison McKee ·
Ida McKinley ·
Edith Roosevelt ·
Helen Taft ·
Ellen Wilson ·
Edith Wilson ·
Florence Harding ·
Grace Coolidge ·
Lou Hoover ·
Eleanor Roosevelt ·
Bess Truman ·
Mamie Eisenhower ·
Jacqueline Kennedy ·
Lady Bird Johnson ·
Pat Nixon ·
Betty Ford ·
Rosalynn Carter ·
Nancy Reagan ·
Barbara Bush ·
Hillary Clinton ·
Laura Bush ·
Michelle Obama ·
Melania Trump ·
Jill Biden ·
Melania Trump